# ویلیام پاکا
ویلیام پاکا (William Paca) (زادهٔ ۳۱ اکتبر ۱۷۴۰ – درگذشتهٔ ۱۳ اکتبر ۱۷۹۹)، از پدران بنیان‌گذار ایالات متحده آمریکا و یکی از امضاءکنندگان انجمن قاره‌ای و اعلامیه استقلال ایالات متحده آمریکا بوده‌است. او نمایندهٔ مریلند در نخستین و دومین کنگره قاره‌ای، فرماندار مریلند و قاضی فدرال ایالات متحده آمریکا برای منطقهٔ مریلند بوده است.

## اوایل زندگی
پاکا در ۳۱ اکتبر ۱۷۴۰ در ابینگدام، ایالت مریلند، آمریکای بریتانیا چشم به جهان گشود. او در سال ۱۷۵۲ وارد مدرسه در آکادمی فیلادلفیا و مدرسه خیریه شد و به کالج فیلادلفیا (دانشگاه پنسیلوانیا کنونی) رفت و در سال ۱۷۵۹ با مدرک کارشناسی هنر از کالج فیلادلفیا فارغ‌التحصیل شد. او همچنین در سال ۱۷۶۲ مدرک کارشناسی‌ارشد خود را در رشتهٔ هنر از همان مؤسسه دریافت کرد. اگرچه این رشته نیازی به مطالعه و تحصیل بیشتر نداشت ولی پاکا به تنهایی درخواست آن را داشت و از شرایط خوبی نیز برخوردار بود. او همچنین در معبد داخلی در لندن شرکت کرده و در سال ۱۷۶۱ به همراه استفان بوردلی درس حقوق خواند و در همان سال در هیئت وکلا پذیرفته شد. پاکا در سال ۱۷۶۳ وارد مرحلهٔ تمرین خصوصی در آناپلیس شد.
پاکا فرزند جان پاکا (زادهٔ حدود ۱۷۱۲ – درگذشتهٔ ۱۷۸۵) که یک مزرعه‌دار ثروتمند در منطقهٔ انگلیسی و الیزابت اسمیت (درگذشتهٔ ۱۷۶۶) بود. او دومین پسر خانواده پس از برادرش بزرگش، آکیلا بوده و پنج خواهر داشت. پاکا از مری چو که دختر یکی از مزرعه‌داران برجستهٔ مریلند بود، خواستگاری کرده و در ۲۶ مه ۱۷۶۳ با یکدیگر ازدواج کردند. آنها صاحب سه فرزند شدند گرچه فقط پسرشان، جان فیلمون به سن بزرگسالی رسید و بقیه در کودکی از دنیا رفتند.

## حرفهٔ سیاسی
پاکا میان سال‌های ۱۷۶۷ تا ۱۷۷۴ عضو مجلس سلفی مربوط به املاک مریلند بود. او از سال‌های ۱۷۷۴ تا ۱۷۷۹ نمایندهٔ مریلند در نخستین و دومین کنگرهٔ قاره‌ای بود. وی یکی از امضاءکنندگان اعلامیهٔ استقلال آمریکا در سال ۱۷۷۶ محسوب می‌شود. او در سال‌های ۱۷۷۶ تا ۱۷۷۷ و ۱۷۷۸ تا ۱۷۸۰ عضو سنای مریلند نیز بود. پاکا در سال ۱۷۷۸ قاضی دادگاه عالی مریلند بود. همچنین از ۱۷۸۰ تا ۱۷۸۲ قاضی دادگاه استیناف در پرونده‌های بازداشت شد. او میان سال‌های ۱۷۸۲ تا ۱۷۸۵ فرماندار ایالت مریلند بود. او در سال ۱۷۸۶ عضو مجلس نمایندگان مریلند بود. او در تأسیس کالج واشینگتن در چسترتوون، مریلند بسیار اثرگذار بود. او در سال ۱۷۸۸ نمایندهٔ مجمع ایالتی مریلند بوده تا رأی دهد که آیا مریلند باید قانون اساسی پیشنهادی ایالات متحده را تصویب کند یا نکند.
فقط ساموئل چیس در آن زمان میان بقیهٔ وکلای جوان در آناپلیس دوست صمیمی و همکار سیاسی پاکا شد. پاکا و چیس مخالفان محلی را با قانون تمبر سال ۱۷۶۵ رهبری کردند و سازمان پسران آزادی را در شهرستان آنا آروندل، مریلند راه‌اندازی کردند.

## خدمات قضایی فدرال
پاکا در ۲۲ دسامبر ۱۷۸۹ قرار ملاقاتی از طرف جورج واشینگتن، رئیس‌جمهور وقت، در دورهٔ تعطیلی موقت خود در مورد یک کرسی جدید که در بند ۷۳ اساسنامهٔ کل ایالات متحده آمریکا تصویب شده، در دادگاه منطقه‌ای ایالات متحده آمریکا برای منطقهٔ مریلند، دریافت کرد. او در ۸ فوریه ۱۷۹۰ برای این موقعیت شغلی توسط رئیس‌جمهور واشینگتن، نامزد شد و در ۱۰ فوریه ۱۷۹۰ توسط سنای ایالات متحده آمریکا تأیید شده و در همان روز حکم خود را دریافت کرد.
حرفهٔ پاکا در کرسی فدرال اثر قابل توجهی بر صلاحیت قضایی اداره نیروی دریایی دادگاه فدرال و آن چیزی که قرار بود در چهار دههٔ بعد به کار اصلی دادگاه عالی تبدیل شود، داشت. او به عنوان نخستین قاضی فدرال برای دادگاه منطقهٔ مریلند، نظری در مورد پروندهٔ بتسی ارائه کرد که زمانی که توسط دادگاه عالی برگردانده شد، پیامدهای گسترده‌ای داشت. پاکا در آن پرونده بر اساس سوابق محکم حقوق بین‌الملل و بریتانیا استدلال کرد که دادگاه منطقه، صلاحیت قضایی حکمیت در مورد جوایزی که توسط کشتی‌های خارجی به بنادر آمریکا آورده می‌شوند، ندارد. دادگاه عالی در رأی‌های متوالی خلاف آن را بیان کرد و یک صلاحیت انحصاری در مورد جوایزی که به دادگاه‌های ناحیه فدرال واگذار شده بود، ایجاد کرد و این امتیاز را از کنسولگری‌های خارجی که مسئولیت آنها بود، سلب کرد. نظر پاکا نخستین نظر دادگاه منطقه‌ای بود که منتشر شد، گرچه به‌طور کامل برگردانده شد، بینشی در آموزش حقوقی گستردهٔ امضا کننده اعلامیه استقلال و مؤلف/گردآورندهٔ چندین مفاد آنچه به منشور حقوق تبدیل شد، ایجاد کرد.

## مرگ و میراث
خدمات قضایی پاکا در ۱۳ اکتبر ۱۷۹۹ به دلیل مرگ او در ملکش در رودخانه وای، در شهرستان کوئین آن، مریلند، خاتمه یافت و در ملک و قبرستان خانوادگی به خاک سپرده شد.
پاکا در سال ۱۷۸۳ به عنوان عضو افتخاری انجمن سینسیناتی در ایالت مریلند پذیرفته شد. «در مصوبهٔ اعطای این افتخار که در ۲۲ نوامبر ۱۷۸۳ تصویب شد، آمده‌است که: با توجه به توانایی‌ها، شایستگی‌ها، وطن‌پرستی جناب آقای فرماندار پاکا، این انجمن دستور می‌دهد که دبیرکل ویلیامز منتظر جناب عالی بماند و به ایشان اطلاع دهد که این انجمن به خود این افتخار را می‌دهند که او را به عنوان عضوی افتخاری در نظر بگیرند». او بعدها میان سال‌های ۱۷۸۴ تا ۱۷۸۷ به عنوان معاون رئیس انجمن مریلند خدمت کرد. اعضای افتخاری برخلاف اعضای موروثی واجد شرایط نمایندگی توسط یک نواده زنده نیستند.
خانهٔ آناپلیس او، خانه و باغ پاکا، به فهرست ثبت ملی اماکن تاریخی اضافه شده و در سال ۱۹۷۱ به عنوان بنای تاریخی ملی برگزیده شد. باشگاه ویلیام پاکا در نیو پراویدنس، نیوجرسی، به افتخار وی نام‌گذاری شده‌است. نام‌گذاری این باشگاه بیانگر این واقعیت است که پاکا تنها ایتالیایی-آمریکایی بوده که اعلامیهٔ استقلال را امضاء کرد و دلیل اعطای این افتخار به وی نیز همین موضوع است. خانه پاکا- کارول در کالج سنت جان به افتخار پاکا و یار او، کارلس کارول کارلتون، دیگر امضا کننده اعلامیهٔ استقلال، نام‌گذاری شده‌است.

## اتهام اصل و نسب ایتالیایی
پاکا با اصل و نسبی ایتالیایی از ابروتزو توصیف شده‌است. طبق گفتهٔ استنلی ساوث: «شایعه ایتالیایی بودن این نام ناشی از سخنی بود که در سال ۱۹۱۱ توسط جیمز کاردینال گیبونز از بالتیمور مبنی بر وجود رابطه‌ای بین پاکا و خانواده ایتالیایی پچی، بیان شد. در نامه‌ای به مجلهٔ نیویورک تایمز به تاریخ ۱۸ ژوئیه ۱۹۳۷، یکی از نوادگان پاکا ادعا کرد:
نیاکان ویلیام پاکا اصالتی ایتالیایی و بریتانیایی داشتند. نام او در اصل به صورت پاکی (سیک) هجی می‌شود.
با این حال، در مصاحبه‌ای با جیووانی شیاوو، نویسندهٔ نامه ظاهراً پیشنهاد این را که نام وی پچی است به کاردینال گیبون نسبت داده‌است. شیاوو همچنین گزارش داده که پاکا در طول مصاحبه به پاپ لئو سیزدهم که نام خانوادگی‌اش پچی بوده، اشاره کرده‌است. استیورسون و یاکوبسن گزارش کردند که هجی نام خانوادگی جد مهاجر ویلیام پاکا، رابرت، شامل پیکر، پکر، پیکا، پکا و پاکا است. نه «پچی» و نه «پاچی» (و نه «پاکا») تأیید نشده‌اند، اما می‌توان به این واقعیت توجه کرد که املای ایتالیایی این نام برای کارمندان انگلیسی‌زبان آن زمان مشخضاً دشوار یا به کل ناآشنا بوده‌است.
اگر خانوادهٔ پاکا اصالت ایتالیایی داشتند، از همدیگر دور بودند. پدر ویلیام پاکا، جان پاکا و همچنین پدربزرگش، آکیلا پاکا (زادهٔ حدود ۱۶۷۵ – درگذشتهٔ ۱۷۲۱) هر دو در مریلند چشم به جهان گشودند. پدر پدربزرگش، رابرت پاکا، در سال ۱۶۳۲ در انگلستان چشم به جهان گشود و در سال ۱۶۵۱ وارد مریلند شده و احتمالاً با نام خانوادگی «پیکر» نیز خوانده می‌شد.
خانوادهٔ پاکا هیچگاه ارتباط خود را با آبروزو قطع نکردند. جان پاکا با وجود اینکه در مستعمره بریتانیایی زندگی می‌کردند ولی به سرزمین خود تعلق خاطر داشت و نام نخستین فرزند خود را آکیلا گذارد (آکیلا نام لاکوئیلای فعلی بود که تنها در سال ۱۹۳۹ این نام را به خود دید) و به فرزندان خود فرهنگ و زبان خاستگاه‌شان را آموخت.